# Funambule
Pour les articles homonymes, voir Funambule (homonymie).

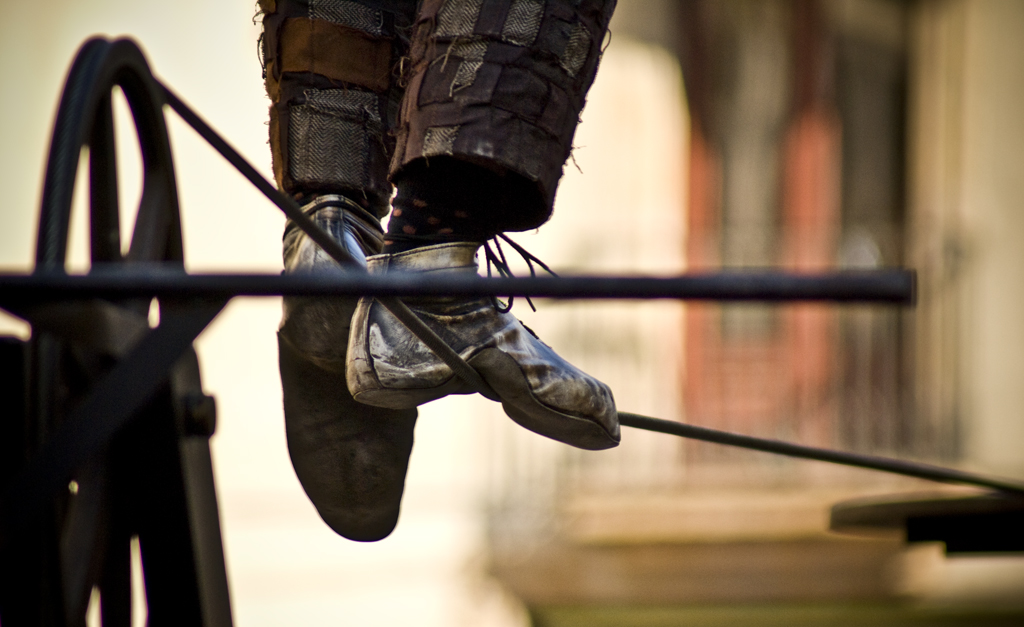
Funambulisme.

Le funambule est un artiste de cirque, héritier des danseurs de corde des XVIIIe et XIXe siècles.

## Pratiques

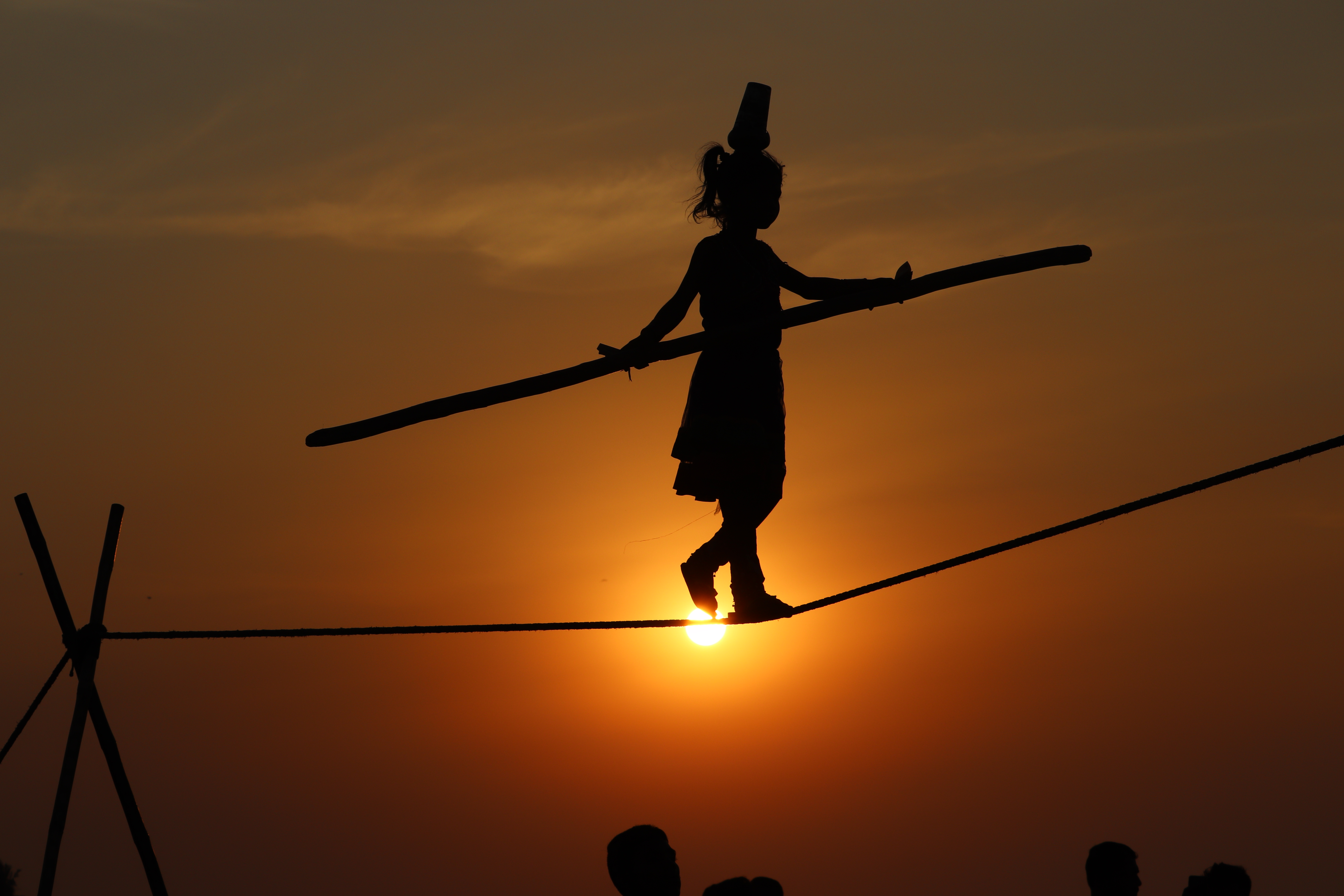
La Baunsa Rani, qui signifie "la reine du bambou", est une ancienne forme d'art indien dans laquelle les jeunes filles marchent sur des cordes raides, pieds nus. Elles exécutent aussi souvent diverses postures acrobatiques sur la corde. Cette forme de danse est très dangereuse et nécessite de nombreuses années d'expérience. Ici une jeune fille dans l'État d'Odisha. Décembre 2018.

Un funambule se déplace sur un fil tendu à une certaine hauteur du sol. Pour éviter de chuter, il se munit d'un balancier qui a généralement une forme courbe. Ainsi, le centre de gravité de l'ensemble funambule-balancier s'en trouve légèrement abaissé[réf. souhaitée]. L'utilisation du balancier augmente surtout le moment d'inertie, ce qui diminue l'amplitude des oscillations dues aux mouvements du bassin[réf. souhaitée]. Parfois, cet effet est augmenté par des palettes aérodynamiques : plumes…
Le fil-de-fériste, contrairement au funambule, évolue sur un fil d'une hauteur maximale de 3 mètres (généralement une hauteur d'homme) au-dessus du sol. Le jultagi en est la forme coréenne traditionnelle. Quant à la slackline, il s'agit d'une pratique sportive.

## Funambules célèbres

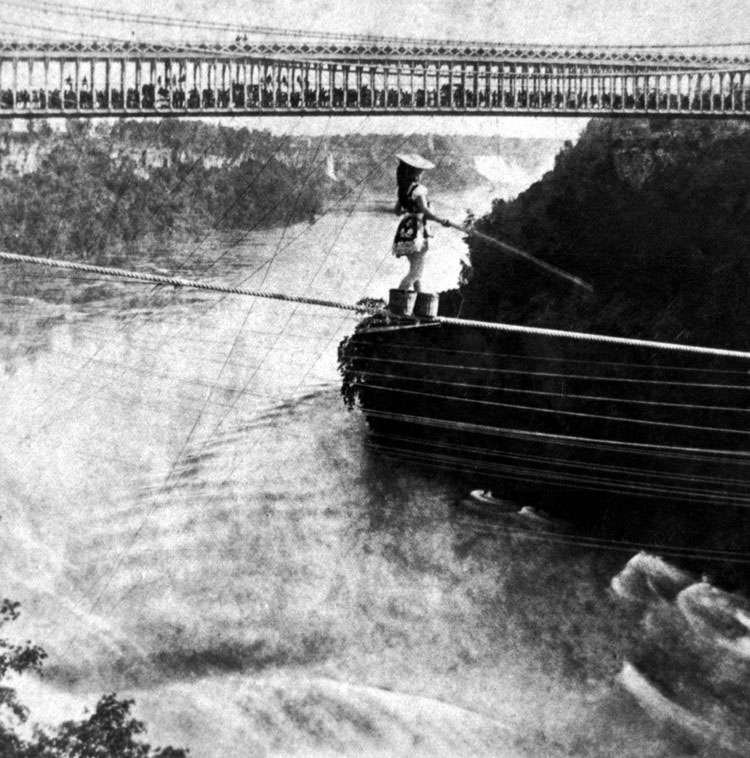
Maria Spelterini traversant les gorges du Niagara en 1876.

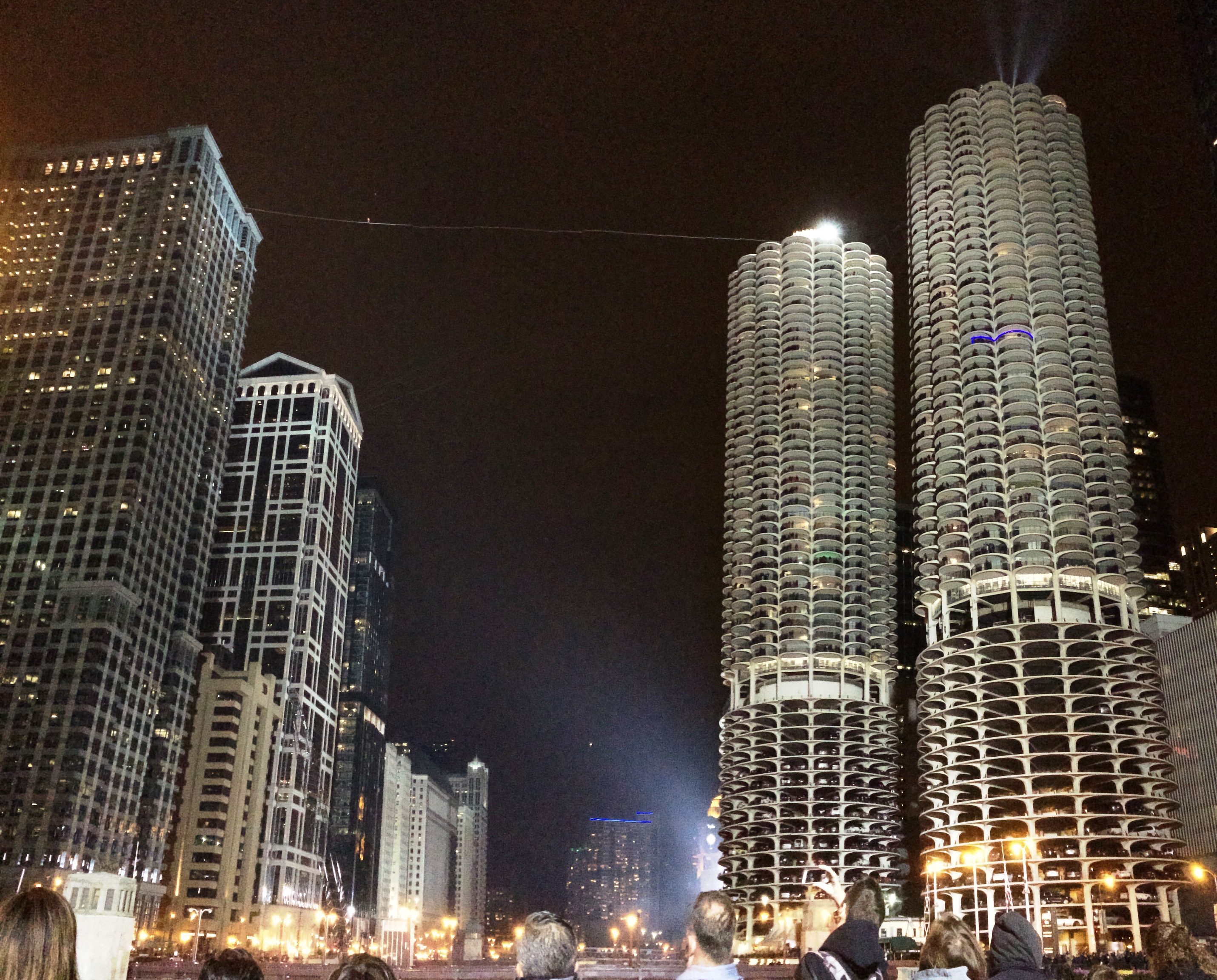
Nik Wallenda lors de sa traversée entre les tours de Marina City et Leo Burnett Building à Chicago en 2014.

- Charles Blondin, alias Jean-François Gravelet, funambule français connu pour avoir traversé les chutes du Niagara en 1859.
- Étienne Blanc (Marseille, 1857-Montpellier, 1933), alias D'Jelmako[1], connu lui-aussi pour avoir traversé les chutes du Niagara ; créateur de la « torpille aérienne », engin mu par un moteur à pétrole, et qui glisse sur le fil grâce à 2 roues[2].
- Ramon Kelvink Sr, funambule d'origines néerlandaise et allemande (entre autres Spindler, Traber : familles de cirque allemand et funambule), a fait partie des « Compagnons du Ciel », « Les Astarys » puis a créé « Ramon & Ramon » avec son fils en Italie.
- Ramon Kelvink Jr, funambule d'origine européenne, il a fait à l'âge de seize ans la traversée du Rhin, à Bâle, avec son père et ce à grande hauteur.
- Michel Brachet, funambule français dit le Diable Blanc.
- Robert Cadman, funambule britannique du début du XVIIIe siècle.
- José Manuel Canga, funambule et cascadeur espagnol.
- Pedro Carrillo, funambule colombien.
- Jay Cochrane, funambule canadien.
- Con Colleano, funambule australien, « Le Magicien du fil ».
- David Dimitri, funambule suisse.
- Great Farini, Willie Hunt, qui traversa les chutes du Niagara plusieurs fois.
- Freddy Nock, funambule suisse qui traversa la rade du lac de Zurich le 30 avril 2010 en collaboration avec le Cirque Knie.
- Farrell Hettig, funambule américain, détenant le record du fil le plus penché (1981).
- Jade Kindar-Martin et Didier Pasquette, duo franco-américain, connu pour avoir traversé la Tamise à Londres en 1997.
- Rick Wallenda, funambule américain, connu pour avoir détrôné plusieurs records.
- Kwon Won Tae, funambule coréen.
- Elvira Madigan, funambule danoise.
- Alan Martinez, funambule colombien.
- Camilio Mayer, funambule allemand.
- Rudy Omankowsky, funambule franco-tchèque, connu pour un record de 1 200 m au-dessus du lac de Gerardmer en aveugle.
- Stephen Peer, début des années 1800, traversée des chutes du Niagara.
- Philippe Petit, connu pour avoir traversé l'espace entre les tours jumelles du World Trade Center à New York en 1974.
- Maria Spelterini, funambule italienne, première femme à avoir traversé les gorges du Niagara.
- Michel Menin, funambule français.
- Falko Traber, funambule allemand, qui marcha sur le Mont du Pain de Sucre à Rio de Janeiro.
- Catherine Léger, funambule québécoise, et son compagnon Ramon Kelvink Jr.
- The Flying Wallendas, connu pour leurs pyramides de funambule (7,8).
- Adili Wuxiuer, funambule ouïghour.
- Denis Josselin, funambule français, le dernier à avoir traversé la Seine à Paris en 2004 et 2014.
- Henry's, funambule français qui marcha au-dessus des chutes du Niagara et du Grand Canyon en refusant toujours d'être sécurisé.
- Les Singes verts, troupe des trois frères Bouvard, funambules français dans les années 1950[3]. En 1970, Louis Bouvard est le premier funambule à faire un spectacle avec ses fils âgés de neuf et dix ans.
- Delporte Tonino, funambule français, le dernier à avoir traversé des remparts du château au sommet de l’église Saint-Pierre de Caen.
- Gonzalo Concha, funambule chilien.
- Paul Aour, funambule français.
- Tatiana-Mosio Bongonga, funambule française cofondatrice de la Compagnie Basinga. Médaille d'or au Festival mondial du cirque de demain en 2012[4];
- Nik Wallenda, funambule américain qui marcha au-dessus des chutes du Niagara et des gorges de la rivière Little Colorado à l'est du Grand Canyon.

## Filmographie
- Le Funambule (Man on wire) : film à propos de Philippe Petit et de sa traversée illégale du World Trade Center.
- The Walk : réalisé par Robert Zemeckis : film en 3D pour IMAX à propos de Philippe Petit et de sa traversée illégale du World Trade Center, avec Joseph Gordon-Levitt doublé par Jade Kindar-Martin, funambule américain.